# Perpetua Hilgenberg
Perpetua Hilgenberg OSB (* 1942 in Krefeld) ist eine Benediktinerin. Sie war von 1999 bis 2017 Äbtissin der Benediktinerinnenabtei Nonnberg.

## Leben
Hilgenberg arbeitete in Sozialberufen. 1971 trat sie in die Abtei Nonnberg ein und legte 1977 die ewige Profess ab.
Am 29. August 1999 wurde sie vom Konvent der Abtei Nonnberg zur Äbtissin gewählt. Sie folgte Gabriela Sinabell, die von 1983 bis zu ihrer Resignation das Kloster geleitet hatte. Die Äbtissinnenweihe erfolgte am 25. September 1999 in der Abteikirche von Nonnberg. Ihren Wahlspruch „Vias Domini parare“ aus dem Benedictus versuchte Hilgenberg in der Ökumenischen Bewegung umzusetzen, besonders im Kontakt zum Östlichen Christentum. Dazu reiste sie nach Istanbul (2006), Russland (2008), Armenien (2010) und Bulgarien (2013). Erste ökumenische Impulse empfing sie von Franz König, der Ende der 1940er Jahre als Theologieprofessor der Universität Salzburg vorübergehend auf dem Nonnberg wohnte und dem Kloster verbunden blieb. 2018 erhielt Hilgenberg den Protektoren-Titel, die höchste Ehrung der kirchlichen Stiftung Pro Oriente. 2017 trat Hilgenberg von ihrem Amt zurück. Ihr folgte Veronika Kronlachner.